# Cochliodontiformes
Die Cochliodontiformes sind eine ausgestorbene Gruppe von Knorpelfischen, die vor allem durch Funde fossiler Zähne und Zahnplatten bekannt ist und vom Oberkarbon bis zum Oberperm vorkam. Äußerlich sahen die Fische wie rochenähnliche, abgeflachte Übergangsformen zwischen primitiven Haien und den heutigen Seekatzen (Chimaeriformes) aus. Ober- und Unterkiefer waren jeweils in jeder Hälfte mit einer langen, spiralig gebogenen Zahnplatte besetzt. Davor standen möglicherweise noch kleinere Zähne. Die Zahnplatten hatten eine große Ähnlichkeit zu denen jurassischer Seekatzen. Querlinien auf den Zahnplatten lassen vermuten, dass sie aus dem Zusammenwachsen mehrerer Einzelzähne entstanden.
Die Cochliodontiformes sind nahe Verwandte der Seekatzen gelten als deren Schwestergruppe. Ähnlich wie bei den Seekatzen  ist bei ihnen der Oberkiefer (das Palatoquadratum) völlig mit dem Neurocranium („Gehirnschädel“)  verschmolzen, ein Zustand der Holostylie genannt wird („holocephal“ = Schädel aus einem Stück).

## Systematik
Die Cochliodontiformes umfassen zwei Familien, deren Schwestertaxon die Gattung Solenodus, mit der einzigen Art Solenodus crenulatus, darstellt. Die Familie Cochliodontidae umfasst elf und die Psephodontidae umfassen zwei Gattungen.
- Solenodus
  - Solenodus crenulatus
- Familie Cochliodontidae
  - Cochliodus
  - Cyrtonodus
  - Deltodus
  - Diplacodus
  - Erismacanthus
  - Paecilodus
  - Pleuroplax
  - Poecilodus
  - Sandalodus
  - Streblodus
  - Xystrodus
- Familie Psephodontidae
  - Kanodus
  - Psephodus